# Gonzaga notatus
Gonzaga notatus är en insektsart som beskrevs av Navás 1929. Gonzaga notatus ingår i släktet Gonzaga och familjen guldögonsländor. Inga underarter finns listade i Catalogue of Life.